# Cổ Tháp
Cổ Tháp (chữ Hán giản thể: 古塔区, âm Hán Việt: Cổ Tháp khu) là một quận của địa cấp thị Cẩm Châu, tỉnh Liêu Ninh, Cộng hòa Nhân dân Trung Hoa. Quận Cổ Tháp có diện tích 28 km², dân số 240.000 người. Mã số bưu chính của Cổ Tháp là 121001, chính quyền quận đóng ở số 2, phố Nhân dân. Quận Cổ Tháp được chia thành 9 [[nhai đạo biện sự xứ.
- Nhai đạo biện sự xứ: Thiên An, Thạch Du, Bắc Nhai, Bảo An, Nhiêu Dương, Nam Nhai, Trạm Tiền, Kính Nghiệp, Sỹ Anh.